# Лепелетье, Амедей Луи Мишель
Амедей Луи Мишель Лепелетье (фр. Amédée Louis Michel Lepeletier, le Peletier), граф де Сен-Фаржо (фр. Comte de Saint-Fargeau, 9 октября 1770 года, Париж — 23 августа 1845 года, Сен-Жермен-ан-Ле), французский энтомолог. Президент Энтомологического общества Франции (1833, Société entomologique de France).

## Биография
Родился 9 октября 1770 года в Париже, Франция. Был сыном графа Мишеля-Этьенна Лепелетье де Сен-Фаржо (Michel-Etienne Le Peletier de Saint-Fargeau) (1736-1778) и его супруги Луизы-Сюзанны Лепелетье де Бопре (Louise-Suzanne Le Peletier de Beaupre) (1737-1762). Его старшие братья — маркиз Луи-Мишель Лепелетье (1760—1793, был убит за то, что он голосовал за казнь короля Людовика XVI) и граф Фердинанд-Луи-Феликс (Ferdinand-Louis-Felix; 1767—1837) — занимались политикой, но он полностью посвятил себя энтомологии. Главный его труд (l’Histoire naturelle des insectes hyménoptères, фундаментальное издание на 2500 страниц) был посвящён систематике отряда перепончатокрылых насекомых (пчёлам, осам, муравьям). Им описано 164 новых для науки вида пчелиных, в числе прочего описал подвиды медоносной пчелы — Apis mellifera scutellata, Apis mellifera lamarckii. Был автором многочисленных статей о насекомых, в том числе в многотомной энциклопедии Encyclopédie Méthodique. С 1832 года он был архивистом французского энтомологического общества. А после смерти Пьера Андре Латрейля, Лепелетье сменил его с 1833 на посту Президента Энтомологического общества Франции (Société entomologique de France). Был избран членом нескольких естественно-исторических обществ, включая Московское (МОИП).
Умер в Сен-Жермен-ан-Ле, департамент Сена и Уаза, Франция.

## Труды
- совместно с Gaspard Auguste Brullé. Histoire naturelle des insectes. Hyménoptères. Roret, Paris 1836–46 p.m.
- Memoires sur le G. Gorytes Latr. Arpactus Jur. Paris 1832.
- Monographia tenthredinetarum, synonimia extricata. Levrault, Paris 1823–25.
- Mémoire sur quelques espéces nouvelles d’Insectes de la section des hyménoptères appelés les portetuyaux et sur les caractères de cette famille et des genres qui la composent. Paris 1806.
- Défense de Félix Lepeletier. Vatar, Paris 1796/97.